# Wandelroute GR130

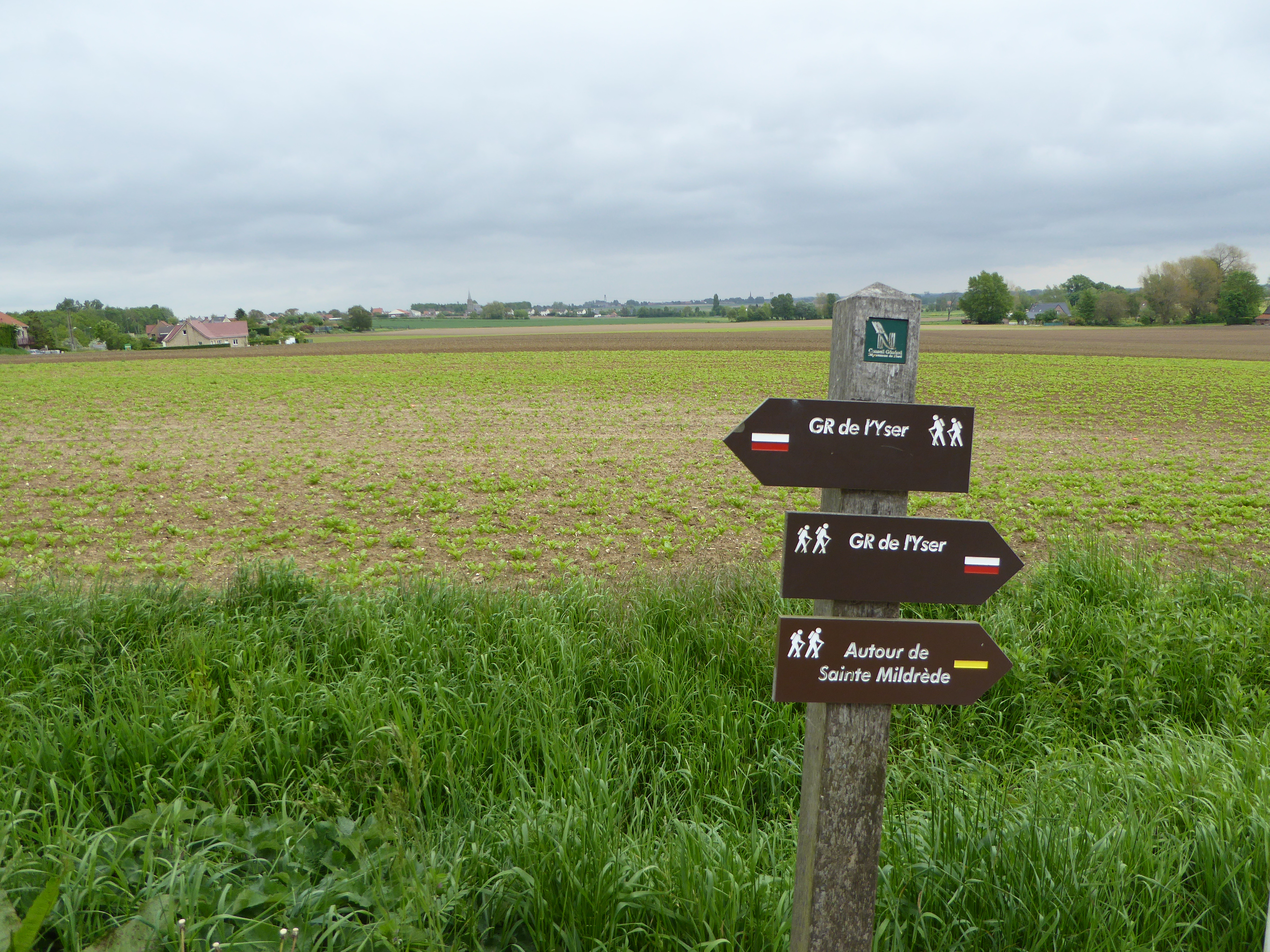

Wandelroute GR130 is een GR-pad in Frankrijk en België. Het pad is in totaal 104 kilometer lang. De route loopt langs de IJzer van bron  tot monding (van het Franse Buisscheure tot het Belgische Nieuwpoort).